# Гянджачай
Гянджачай (азерб. Gəncəçay) — река, протекающая по территории Азербайджана, приток Куры. Длина реки составляет 99 километров, площадь водосборного бассейна — 752 км².
Берёт начало на хребте Муровдаг. Протекает по территориям Дашкесанского, Гёйчайского районов Азербайджана и города Гянджи, впадая в Мингечевирское водохранилище.
В Гянджачай впадают реки Зивлянчай (Zivlənçay), Дастафюрчай (Dəstəfurçay) и Хачбулаг. Годовой приток образуется за счет таяния снега (38 %), дождей (15 %), подземных источников (47 %).
Воды реки активно используются для орошения, вблизи села Зурнабад на реке построено небольшое водохранилище.